# 卡塔尔国旗
卡塔尔国旗 （阿拉伯语：علم قطر），是卡塔尔的法定旗帜，由白、栗两色组成，白栗两色间由九个锯齿形图案作分隔。
白色代表卡塔尔民众对和平的坚决维护，栗色代表卡塔尔在历史上所经历的多次流血战争。九个锯齿形，代表卡塔尔在1916年成为第九个与英国签署保护国协约的阿拉伯湾酋长国。
与众多阿拉伯湾酋长国一样，卡塔尔国旗右侧原先也是红色，但由于当地所产的红色染料在烈日暴晒下会变成栗色，加上其易与巴林国旗混淆，遂于1936年改为栗色。
卡塔尔国旗与巴林国旗图案十分类似。此外它又是世界上最长的国旗，纵横比例11：28。

## 設計
| 顏色標準     | 栗        | 白          |
| ------------ | --------- | ----------- |
| Pantone      | 222       |             |
| 網頁顏色標準 | #8A1538   | #FFFFFF     |
| RGB          | 138-21-56 | 255-255-255 |

## 历史旗帜

1916-1936
1936-1949
11:30  1949-1971